# Ostružnja Gornja
Ostružnja Gornja är en ort i Bosnien och Hercegovina.   Den ligger i entiteten Republika Srpska, i den centrala delen av landet, 110 km norr om huvudstaden Sarajevo. Ostružnja Gornja ligger 223 meter över havet och antalet invånare är 428.
Terrängen runt Ostružnja Gornja är platt österut, men västerut är den kuperad. Terrängen runt Ostružnja Gornja sluttar norrut. Närmaste större samhälle är Doboj, 16,6 km öster om Ostružnja Gornja. 
I omgivningarna runt Ostružnja Gornja växer i huvudsak lövfällande lövskog. Runt Ostružnja Gornja är det ganska tätbefolkat, med 70 invånare per kvadratkilometer.